# Lockheed Model 14 Super Electra
O Lockheed Model 14 Super Electra, mais comumente conhecido como Lockheed 14, foi um avião comercial fabricado pela Lockheed Corporation a partir do final da década de 1930. Sendo um desenvolvimento do Model 10 Electra, o Model 14 foi desenvolvido em versões maiores, civis e militares.

## Projeto e desenvolvimento
O projeto, desenvolvido por uma equipe liderada por Don Palmer, era uma versão melhorada do Model 10 Electra, com 14 assentos. A intenção era que a aeronave competisse comercialmente com o contemporâneo Douglas DC-2 e com o Boeing 247. O primeiro Model 14 voou em 29 de Julho de 1937, pilotado por Marshall Headle. Os primeiros modelos utilizavam o motor Pratt & Whitney R-1690 Hornet; mais tarde, o Wright R-1820 Cyclone 9 era oferecido como uma opção.
A Lockheed construiu um total de 114 Model 14; outros 119 foram produzidos sob licença no Império do Japão pela Companhia Aeronáutica Tachikawa sob a designação Tachikawa Type LO Transport Aircraft Thelma.
Outras 121 aeronaves foram produzidas pela Companhia Aeronáutica Kawasaki sob a designação Kawasaki Type 1. A fuselagem do type 1 foi aumentada em 1,4 m (4,6 ft), permitindo a colocação de cargas de porta maiores.
No Japão entre o final da década de 1930 e início da década de 1940, em comum com as maiores economias da época, as pesquisas estavam focadas em cabines pressurizadas para voos de alta altitude. De maneira similar ao Lockheed XC-35, nos Estados Unidos, A Tachikawa incorporou uma cabine pressurizada nas seções dianteira e central da fuselagem para uma aeronave produzida localmente do Lockheed Type LO Transport Aircraft. A aeronave de pesquisa resultante recebeu a longa designação Aeronave de pesquisa de alta altitude Tachikawa-Lockheed Type-B e a designação da companhia Tachikawa SS-1. A primeira conversão foi concluída em Maio de 1943, remotorizado com dois motores radiais de 1 080 hp (805 kW) Mitsubishi Ha-102, com 14 cilindros. Duas conversões foram realizadas durante um breve programa de testes de voo.

## Histórico operacional
O Model 14 entrou em serviço comercial com a Northwest Airlines nos Estados Unidos em Outubro de 1937. A aeronave foi exportada para a Aer Lingus, da Irlanda, para a British Airways Ltd (1935–39) e para a KLM. O Model 14 foi a base para o desenvolvimento da aeronave de reconhecimento marítimo e bombardeiro leve Lockheed Hudson, operado pela RAF, USAAF, Marinha dos Estados Unidos e muitos outros durante a Segunda Guerra Mundial.

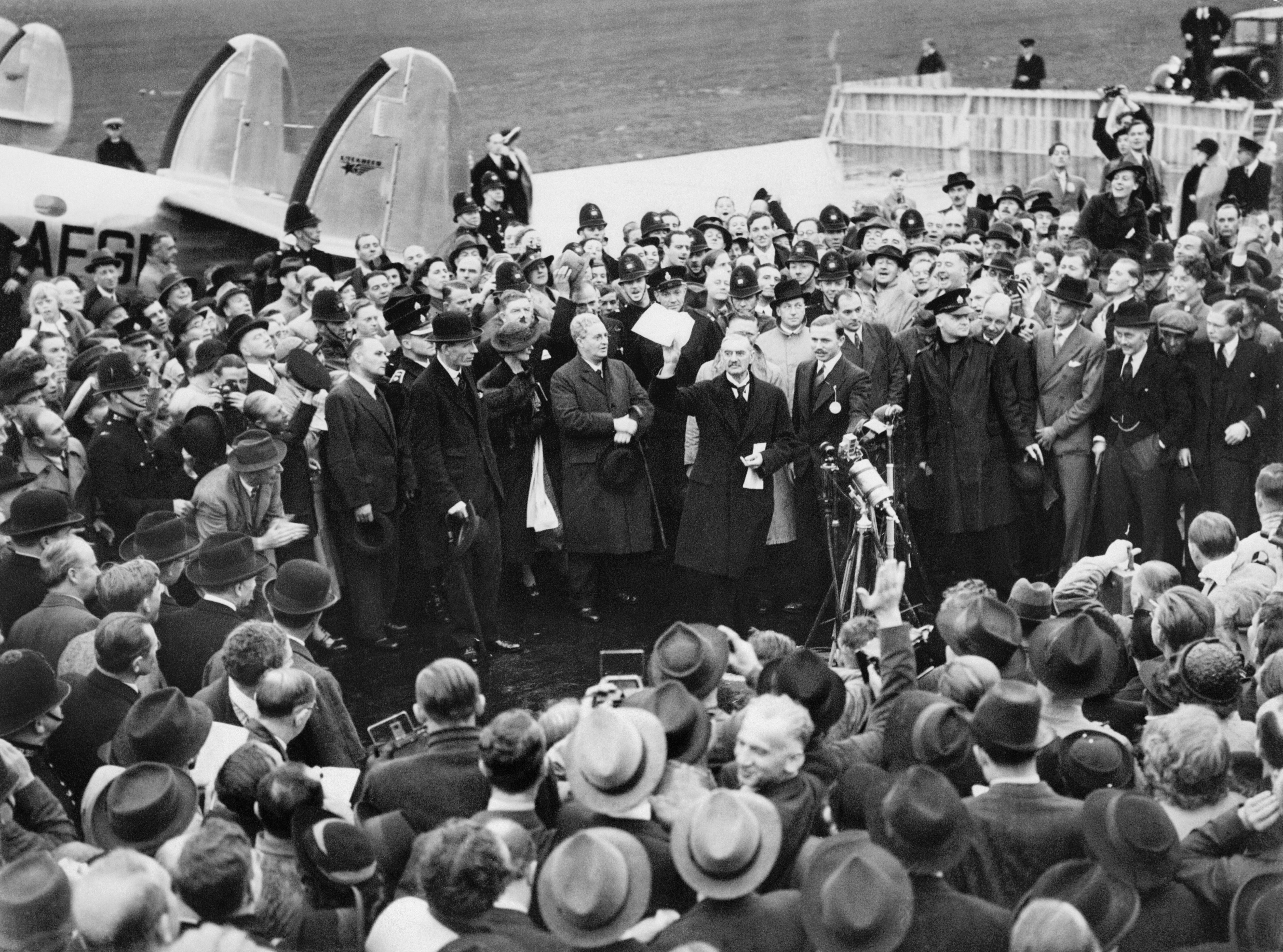
Primeiro ministro britânico Chamberlain ao lado do G-AFGN em Aeródromo de Heston, 1938

Em 1938, o Primeiro ministro britânico Neville Chamberlain, após assinar o Acordo de Munique, retornou ao Aeródromo de Heston a bordo de um Lockheed 14 da British Airways, e foi fotografado ao lado da aeronave (matrícula G-AFGN) mostrando à multidão o documento assinado, no qual ele posteriormente chamaria o dia de trazer "paz para o nosso tempo".

### Voos recorde
Em Maio de 1938, uma equipe de aviadores da linha aérea polaca LOT, formada por Waclaw Makowski, diretor da LOT, junto com o primeiro piloto, Zbigniew Wysiekierski, o segundo piloto, Szymon Piskorz, mecânico e radionavegador, Alfons Rzeczewski, radionavegador e Jerzy Krassowski, assistente, realizaram um voo experimental dos Estados Unidos para a Polônia. Este voo foi realizado em uma das aeronaves trazidas pela LOT, fabricada pela Lockheed na Califórnia, um Lockheed Model 14H Super Electra (matrícula polonesa SP-LMK.). A tripulação decolou de Burbank (Los Angeles) onde a aeronave foi produzida, e após um tour pela América do Sul, voou pelo Oceano Atlântico partindo do Brasil para o oeste da África, para ir para Varsóvia. Um pôster celebrando o voo pode ser visto na Biblioteca do Congresso dos Estados Unidos.
A distância percorrida foi de 15 441 mi (24 800 km). Eles voaram através das cidades de Mazatlán, Cidade do México, Guatemala, e Panamá, e então pelas cidades da América do Sul de Lima, Santiago, Buenos Aires, Rio de Janeiro e Natal. Voaram através do Atlântico Sul para Dakar, Casablanca e Roma. O último trecho de voo os levou a Varsóvia. O tempo de foi de 85 horas entre 13 de Maio e 5 de Junho. O voo sobre o Atlântico - de Natal para Dakar - durou 11 horas e 10 minutos (3.070 km). Este feito realizado pelos aviadores poloneses marcaram a história de comunicação em voo a nível mundial. Antes deste voo, os aviões comerciais cruzavam o Oceano Atlântico dentro de navios cargueiros).
Howard Hughes voou um Super Electra (NX18973) em um voo de circum-navegação. Com mais quatro tripulantes (Harry Connor, copiloto e navegador; Tom Thurlow, navegador; Richard Stoddart, operador de rádio; e Ed Lund, engenheiro de voo), o Lockheed 14 decolou de Floyd Bennett Field em Nova Iorque no dia 10 de Julho de 1938 às 17:20. O voo, que circulou as latitudes mais ao norte, passou por Paris, Moscou, Omsk, Yakutsk, Fairbanks e Minneapolis antes de retornar à Nova Iorque no dia 14 de Julho, às 13:37. A distância total voada foi de 23.612 km, em um tempo total de 3 dias, 19 horas e 17 minutos.

## Variantes
Dados obtidos em:Lockheed Aircraft since 1913
Model 14A versão básica de linha aérea do Super Electra, variantes com alterações na cabine, tipos de motores, etc.
Model 14H20 aeronaves motorizadas com dois motores 875 hp (652 kW) Pratt & Whitney R-1690-S1E-G Hornet
Model 14H-232 aeronaves motorizadas com dois motores 875 hp (652 kW) R-1690-S1E2-G, das quais 12 foram remotorizadas com dois motores de  1 200 hp (895 kW) Pratt & Whitney R-1830-S1C3-G Twin Wasp, tornando-se a variante 14-08.
Model C-14H-1Um único 14-H (c/n 1401) convertido com um teto de cabine maior e uma grande porta de carga para carregamento de cargas volumosas, convertido mais tarde para 14-H, sendo utilizado em linhas aéreas no Brasil e na Nicarágua.
Model 14-0812 14H-2 remotorizados com motores de 1 200 hp (895 kW) R-1830-S1C3-G pela Trans Canada Airlines (TCA)
Model 14-WF62Uma versão exclusiva de exportação motorizada com dois motores de 900 hp (671 kW) Wright SGR-1820-F62 Cyclone para a British Airways (8), para a KLM (11) e para a Aer Lingus (2).
Model 14-WG3BOutra versão de exportação, motorizada com dois motores de 900 hp (671 kW) GR-1820-G2B. Com exceção de quatro aeronaves entregues na Romênia, todos os WG3B foram entregues para o Japão, tanto para a Tachikawa Hikoki K.K. para revenda ou diretamente para o operador Nihon Hikoki K.K. (Greater Japan Airways Co. Ltd).
Model 14-NDuas aeronaves construídas para transporte de passageiros como 14-N, motorizados com dois motores de 1 100 hp (820 kW) GR-1820-G105.
Model 14-N2Uma aeronave construída para Howard Hughes, para um voo ao redor do mundo, motorizado com dois motores de 1 100 hp (820 kW) GR-1820-G102 e equipado com tanques auxiliares na cabine, além de equipamentos de sobrevivência, de navegação e de comunicação.
Model 14-N3Uma aeronave produzida com dois motores de 1 100 hp (820 kW) GR-1820-G105A
Lockheed Type LO Transport AircraftDesignação longa dada às 30 aeronaves Model 14-WG3B entregues pela Lockheed para uso pela Nihon Koku K.K. (Greater Japan Airways Co. Ltd). A aeronave foi apelidada pelos aliados de Toby.
C-111Três aeronaves civis Model 14 para a Austrália.
XR4O-1Um L-14 (USN 1441, serial 1482) utilizado para transporte executivo
Tachikawa Type LO Transport AircraftVersão japonesa produzida sob licença do Model 14-34 pela Companhia Aeronáutica Tachikawa motorizada com dois motores de 900 hp (671 kW) Mitsubishi Ha-26-I, de 14 cilindros. As 119 aeronaves produzidas receberam o nome pelos aliados de Thelma.
Kawasaki Army Type 1 Freight TransportDesignação longa do Ki-56
Kawasaki Ki-56Aeronave de transporte de cargas redesenhado por Takei Doi na Kawasaki Kokuki Kogoyo K.K. (Companhia Aeronáutica Kawasaki), a partir do Type LO. Atenção especial foi dada para a redução de peso, um aumento de 1,5 metros na fuselagem traseira e motorizado com dois motores de 950 hp (708 kW) Nakajima Ha-25, motores radiais de 14 cilindros, fornecendo melhor desempenho e manobrabilidade. As 121 aeronaves produzidas receberam o apelido pelos aliados de Thalia.

## Operadores

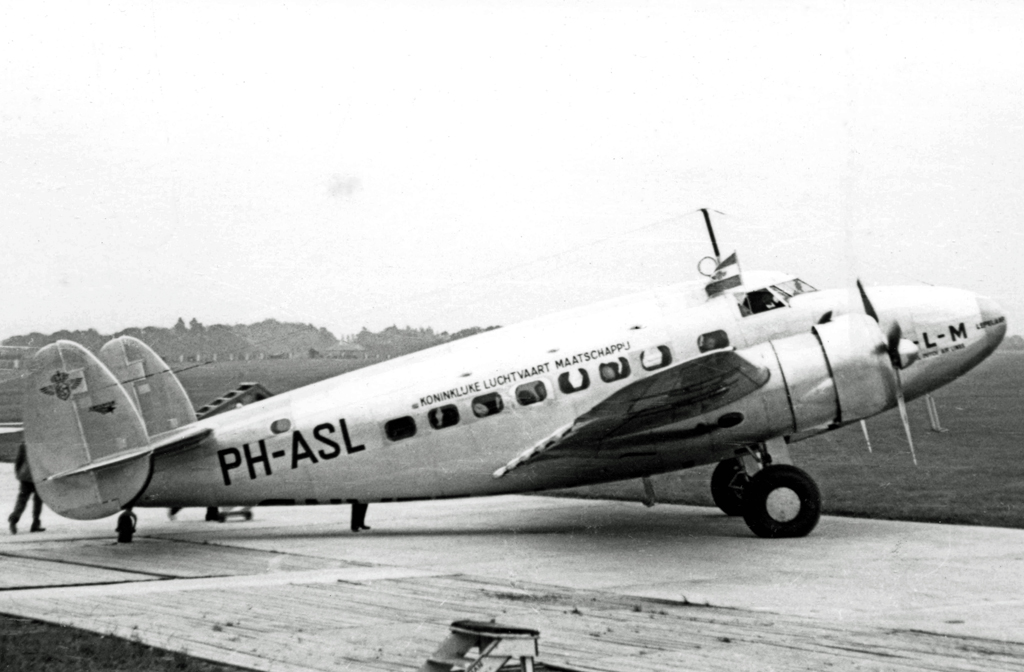
A KLM operou dois Lockheed 14 na Europa durante 1938/39

### Civis
Austrália
- Guinea Airways
- Qantas Empire Airways

 Bélgica
- SABENA (na Africa)
- John Mahieu Aviation (pós-guerra)

 Brasil
- Aerovias Brasil
- Linhas Aéreas Paulistas – LAP

 Canadá
- Trans-Canada Air Lines 16 Lockheed Super Electra 14H2, 12 modificados para o model 14-08
- Canadian Pacific Air Lines

 Índias Orientais Holandesas
- KNILM (Royal Dutch Indies Airways)

 França
- Air Afrique (a linha aérea antes da guerra, não relacionada à linha aérea pós-guerra de mesmo nome)
- Air France

 Honduras
- TACA Airways System

 Irlanda
- Aer Lingus Teoranta

 Japão
- Japan Air Transport (Nihon Kōkū Yusō KK)
- Imperial Japanese Airways (Dai Nippon Kōkū KK), na qual a Japan Air Transport foi fundida

 Países Baixos
- KLM (a maior parte operando no Caribe)

 Polónia
- LOT Polish Airlines (10 em 1938–40)

 Portugal
- DETA Mozambique Airways (servindo a colônia portuguesa de Moçambique)

 Roménia
- LARES (Liniile Aeriene Române Exploatate cu Statul)

 Trinidad e Tobago
- British West Indian Airways

 Reino Unido
- British Airways Ltd. (não deve ser confundida com a linha aérea moderna, de mesmo nome)
- BOAC (British Overseas Airways Corporation), na qual a which British Airways Ltd. foi fundida

 Estados Unidos
- Northwest Airlines
- Continental Air Lines
- Santa Maria Airlines

 Venezuela
- Línea Aeropostal Venezolana (LAV)

### Militares
Canadá
- Real Força Aérea Canadiana

 Império do Japão
- Exército imperial japonês

 África do Sul
- Força Aérea da África do Sul

 Estados Unidos
- Forças Aéreas do Exército dos Estados Unidos
- Marinha dos Estados Unidos

## Acidentes e incidentes
- 10 de Janeiro de 1938, Voo 2 da Northwest Airlines, um L14H, se acidentou próximo a Bozeman, Montana, devido a falha estrutural causada por uma falha no projeto, matando todas as 10 pessoas a bordo.
- 16 de Maio de 1938, um L14H2 da Northwest Airlines (NC17394) se acidentou no Pico Stroh (próximo a Saugus, Califórnia) em um voo de entrega da aeronave, matando as 9 pessoas a bordo.[6]
- 8 de Julho de 1938, Voo 4 da Northwest Airlines Flight, um L14H (NC17383), estolou e se acidentou na decolagem a partir do Aeroporto Municipal de Billings, matando uma de dez pessoas a bordo.[7]
- 22 de Julho de 1938, um L14H da LOT Polish Airlines (SP-BNG) se acidentou próximo a Stulpicani, Romania, matando todas as 14 pessoas a bordo; a causa era desconhecida, mas a aeronave pode ter sido atingida por raios.[8]
- 18 de Novembro de 1938, um L14H2 da Trans-Canada Air Lines (CF-TCL) se acidentou logo após a decolagem do Aeroporto de Regina, matando ambos os piltos.[9]
- 22 de Novembro de 1938, um L14-WF62 da British Airways Ltd. (G-AFGO) se acidentou em Walton Bay, Somerset, durante um voo de teste, matando ambos os comandantes E. G. Robinson e Robert P. J. Leborgne.[10]
- 9 de Dezembro de 1938, um L14-WF62 da KLM (PH-APE, Ekster) se acidentou na decolagem a partir do Aeroporto Municipal de Schiphol devido a falha em um motor odurante um voo de treinamento, matando as quatro pessoas a bordo.[11]
- 13 de Janeiro de 1939, Voo 1 da Northwest Airlines, um L14H, se acidentou na decolagem do Aeroporto Municipal de Miles City após fogo na cabine de comando, matando as quatro pessoas a bordo.
- 18 de Janeiro de 1939, um L14H da Guinea Airways (VH-ABI, Koranga) se acidentou na decolagem do Aeroporto de Tindal Airport após perder altitude, matando as quatro pessoas a bordo.[12]
- 17 de Maio de 1939, um L14-WG3B da Imperial Japanese Airways se acidentou na decolagem do Aeroporto de Fukuoka após a aeronave atingir uma cerca, matando seis pessoas de um total de onze a bordo.[13]
- 23 de Dezembro de 1939, um L14-WF62 da British Airways, Ltd. (G-AFYU) amerrisou no Mar Mediterrâneio a 300 mi de Alexandria, Egito, matando cinco das 11 pessoas a bordo.[14]